# 余鐖
余鐖（1440年—1488年），又稱余璣，字懋器，號困學，浙江承宣布政使司台州府臨海（今浙江臨海市）人，明朝政治人物。

## 生平
早年出身國子生，中式浙江鄉試第三十九名舉人。成化十一年（1475年）成乙未科三甲第四十六名進士。授崑山縣知縣，升監察御史、巡按廣西。弘治元年（1488年）卒，享年四十九歲。

## 家族
曾祖父余子誠。祖父余彥信。父亲余允操。